# Diana Serra Cary
Diana Serra Cary (nascida Peggy-Jean Montgomery; San Diego, 29 de outubro de 1918 – Gustine, 24 de fevereiro de 2020), conhecida como Baby Peggy, foi uma atriz, escritora e historiadora americana.
Foi uma das três principais estrelas infantis americanas da Era do Cinema Mudo de Hollywood, junto com Jackie Coogan e Baby Marie. Entre 1921 e 1923, fez mais de 150 curtas-metragens para a Century Film Corporation. Em 1922, recebeu mais de 1,2 milhão de cartas de fãs e, em 1924, foi apelidada de The Million Dollar Baby por seu salário de US$1,5 milhão por ano (US$28 milhões em 2025). Apesar de sua fama e riqueza na infância, ela se viu na posição de ter que trabalhar como figurante na década de 1930.
Sendo interessada em literatura e em história desde a juventude, Montgomery teve uma segunda carreira como autora e historiadora de cinema mudo em seus últimos anos, sob o nome de Diana Serra Cary. Ela é autora de vários livros, incluindo seu romance histórico, The Drowning of the Moon, e se tornou uma defensora dos direitos dos atores infantis.

## Primeiros Anos
Cary nasceu em 29 de outubro de 1918, em San Diego, Califórnia, como Peggy-Jean Montgomery. Era segunda filha de Marian e Jack Montgomery. Enquanto algumas fontes incorretamente informam seu nome de nascimento como Margaret, a própria Cary, em sua autobiografia, observa que seu nome original é Peggy-Jean. Ela explica ainda que, embora as freiras católicas romanas do hospital onde nascera recomendassem o nome Margaret, seus pais rejeitaram a sugestão.

## Carreira

### Atuação
Baby Peggy foi "descoberta" aos 19 meses de idade, quando visitou a Century Studios na Sunset Boulevard, em Hollywood, com sua mãe e uma amiga que trabalhava como extra no cinema. Seu pai, Jack, um ex-vaqueiro e guarda florestal, havia trabalhado como dublê e substituto de Tom Mix em vários de seus filmes. Impressionado com o bom comportamento de Peggy e a vontade de seguir as instruções de seu pai, o diretor Fred Fishback a contratou para participar em uma série de curtas-metragens com a estrela canina de Century, Brownie the Wonder Dog. O primeiro filme, "Playmates" de 1921, foi um sucesso, e Peggy assinou contrato de longo prazo com a Century.

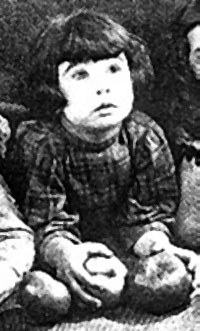
Baby Peggy em "The Family Secret"

Entre 1921 e 1924, Peggy fez cerca de 150 curtas-metragens de comédia para a Century. Seus filmes frequentemente retratavam questões sociais e estrelas da época; em um deles, "Peg O' The Movies", ela satirizou Rodolfo Valentino e Pola Negri.  Ela também apareceu em adaptações cinematográficas de romances e contos de fadas, como "João e Maria" e "João e o Pé de Feijão", comédias contemporâneas e alguns longa metragens.
Em 1923, Peggy começou a trabalhar na Universal Studios, aparecendo em dramas de longas metragens. Entre seus trabalhos desta época estão "The Darling of New York", dirigido por King Baggot, e a primeira adaptação para a tela de "Captain January". Os filmes de Peggy na Universal foram produzidos e comercializados como "Universal Jewels", a classificação mais prestigiada e mais cara do estúdio. Durante esse período, ela também atuou em "Helen's Babies", ao lado de Clara Bow .
O sucesso dos filmes de Baby Peggy a destacou. Quando ela não estava filmando, embarcava em extensas turnês por todo o país para promover seus filmes. Ela também foi destaque em vários esquetes nos principais palcos de Los Angeles e Nova York, incluindo "Grauman's Million Dollar Theatre" e "Hippodrome". Seu rosto aparecia nas capas de revistas e era usada em anúncios para várias empresas e campanhas de caridade. Também foi nomeada mascote oficial da Convenção Democrática de 1924 em Nova York e ficou no palco agitando uma bandeira dos Estados Unidos ao lado de Franklin Delano Roosevelt .
Aos 5 anos, ela tinha sua própria linha de produtos, incluindo bonecas à sua semelhança, partituras, jóias e até leite.
Quando criança, Frances Gumm (mais tarde Judy Garland ) possuía pelo menos uma boneca Baby Peggy. Mais tarde, Cary se tornaria amiga de Garland e escreveu em sua autobiografia que acreditava que a mãe de Garland tinha perseguido a fama de seus filhos com base no sucesso de Baby Peggy.
Enquanto estava sob contrato com a Century e Universal, Peggy tinha um salário impressionante. Em 1923, ela assinou um contrato de US$1,5 milhão por ano na Universal (equivalente a aproximadamente US$28 milhões em 2025); em suas turnês em vaudeville, ganhava US$300 por dia. Seus pais cuidavam de todas as finanças; dinheiro que foi gasto em carros, casas e roupas caras.
Nada foi reservado para o bem-estar ou a educação de Peggy ou sua irmã. A própria Peggy não recebeu um centavo por nenhuma  apresentação de vaudeville. Com  gastos imprudentes e parceiros de negócios corruptos de seu pai, toda a sua fortuna se foi antes que ela atingisse a puberdade. Quando a estrela infantil Jackie Coogan processou seus pais em 1938, os pais de Peggy perguntaram se ela faria o mesmo. Acreditando que não adiantaria nada, Peggy não iniciou uma ação legal. O caso de Coogan, e casos como o de Baby Peggy, acabaram inspirando a Lei Coogan para proteger os ganhos dos atores infantis.

### Condições de trabalho
As condições de trabalho de Peggy, como descritas em entrevistas posteriores e em sua autobiografia, eram duras. Quando criança, ela trabalhava oito horas por dia, seis dias por semana. Em geral, era obrigada a realizar suas próprias acrobacias, que incluíam ficar debaixo d'água no oceano até desmaiar (Sea Shore Shapes), escapar sozinha de uma sala em chamas (The Darling of New York) e andar embaixo de um vagão de trem (Miles of Sorrisos). Enquanto estava na Century, ela também testemunhou vários casos de crueldade animal e viu um treinador  ser esmagado até a morte por um elefante.
Os estudos de Peggy e sua irmã, Louise, eram falhos na melhor das hipóteses. Não frequentou a escola fundamental até o final na época do vaudeville; no ensino médio, trabalharam para pagar as mensalidades na Lawlor Professional School, que oferecia horários flexíveis e lhes permitia continuar atuando em filmes.
A carreira de Baby Peggy era controlada por seu pai, que a acompanhava diariamente ao estúdio e tomava todas as decisões sobre seus contratos. Montgomery costumava afirmar que o sucesso de Peggy não se baseava em seu próprio talento, mas em sua capacidade de seguir ordens sem questionar.

### Declínio da carreira nas telas
A carreira cinematográfica de Baby Peggy terminou abruptamente em 1925, quando seu pai brigou com o produtor Sol Lesser sobre seu salário e cancelou seu contrato. Ela se viu parte da lista negra e conseguiu apenas mais uma papel em filmes mudos, um papel menor no filme de 1926, "April Fool".
De 1925 a 1929, Peggy teve uma carreira de sucesso como performer de vaudeville. Embora sua rotina, que incluía um ato de comédia, canto e um monólogo dramático, tenha sido inicialmente recebida com ceticismo, logo se tornou uma atuação popular e respeitada.  Peggy e sua família viajaram pelos Estados Unidos e Canadá, apresentando-se em grandes locais, até a família se cansar de viajar.
Enquanto trabalhava no circuito de vaudeville, Peggy estava frequentemente doente com amigdalite e outras doenças; no entanto, continuou trabalhando. Sua mãe temia por sua saúde, outra razão para deixar a vida difícil das turnês.
O pai de Peggy planejava comprar um rancho e convertê-lo em um refúgio sofisticado. No entanto, a quebra do mercado de ações de 1929 interrompeu imediatamente os planos. Depois de fazer um depósito de US$75.000 na terra e nas propriedades existentes, os Montgomerys foram forçados a se mudar para a zona rural de Wyoming, onde moravam perto das Montanhas Jelm. Peggy gostou da mudança de ritmo e esperava que seus dias de palco tivessem terminado. Entretanto, a família lutou para ganhar a vida e, como um último esforço, retornou a Hollywood no início dos anos 1930, para grande desgosto da Peggy adolescente.
Peggy posou para fotos publicitárias com Douglas Fairbanks Sr. e assinou com um novo agente. As esperanças de um retorno foram frustradas principalmente por falsos rumores de um teste de tela ruim que nunca havia ocorrido. Toda a família foi forçada a trabalhar mais enquanto Peggy frequentava a Fairfax High School. Ela detestou o trabalho na tela e se aposentou logo depois de aparecer em "Having a Wonderful Time" de 1938.
Na primavera de 1940, a carreira de Peggy alcançou um nível muito baixo. O jornalista Walter Winchell em sua coluna ' On Broadway ' relatou que Peggy e seu marido Gordon Ayres estavam morando em um pequeno quarto em Nova York, com apenas donuts para comer. Gordon Ayres estava trabalhando como garçom, enquanto Peggy procurava um emprego nas telas.

## Anos pós-atuação

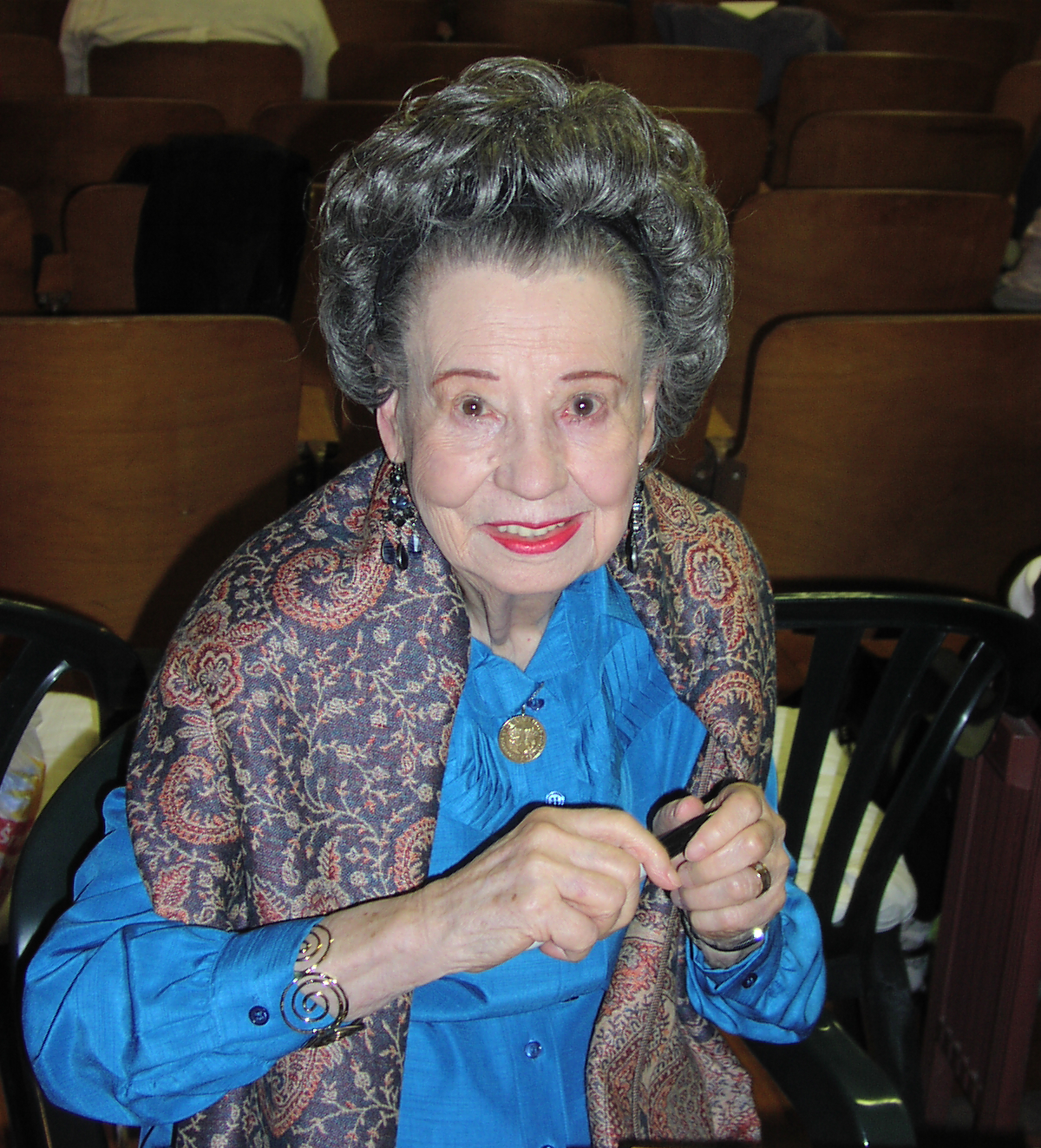
Diana Serra Cary em 2012

Peggy casou-se com Gordon Ayres em 1938 e, alguns anos depois, adotou o nome Diana Ayres em um esforço para se distanciar da imagem de Baby Peggy. Trabalhando na época como escritora de programas de rádio, ela descobriu que as pessoas que descobriam sua identidade estavam mais interessadas em sua personalidade Baby Peggy do que em suas habilidades de escrita. Mais tarde, ela mudou seu nome para Diana Serra Cary, explicando: "Depois do meu divórcio [de Gordon Ayres] e quando me tornei católica, tomei Serra como meu nome de confirmação. Quando casei com Bob [seu segundo marido], tornei-me Sra. Cary". 
Eventualmente, depois de anos de luta emocional e escárnio dos membros de Hollywood e da mídia, Cary fez as pazes com seu passado de Baby Peggy. Ela teve carreiras de sucesso como editora, historiadora e autora de assuntos de Hollywood, escrevendo, entre outros trabalhos, uma autobiografia de sua vida como estrela infantil, "What Ever Happened to Baby Peggy: The Autobiography of Hollywood Pioneer Child Star"  e uma biografia de seu contemporâneo e rival Jackie Coogan: A Biography of Hollywood´s Legendary Child Star".
Na vida adulta Cary já trabalhou em vários livros sobre a indústria cinematográfica inicial, cowboys de Hollywood e condições adversas de trabalho para estrelas infantis em Hollywood. No final de sua própria autobiografia, ela narra o destino de inúmeras estrelas infantis, incluindo Judy Garland e Shirley Temple. Ela também defendeu reformas nas leis de proteção de crianças, mais recentemente como membro da organização A Minor Consideration.
Cary apareceu em vários documentários de televisão e entrevistas sobre seu trabalho e fez participações especiais em festivais de cinema mudo. Com 99 anos, Cary publicou seu primeiro romance, "The Drowning of the Moon".

## Vida pessoal
Aos dezessete anos, tentando escapar da indústria cinematográfica e dos planos de seus pais para sua vida, Cary fugiu de casa e alugou um apartamento com sua irmã Louise. Ela se casou com o ator Gordon Ayres que conheceu no set de "Ah Wilderness", em 1938. Eles se divorciaram em 1948.  Em 1954, ela se casou com o artista Robert "Bob" Cary (às vezes mencionado como Bob Carey). Tiveram um filho, Mark. Permaneceram casados até a morte de Cary em 2001. Ela viveu em Gustine, Califórnia, perto de Modesto, por muitos anos.

## Honras
Em 8 de novembro de 2008, dez dias após seu aniversário de 90 anos, Cary foi homenageada no Edison Theatre em Niles, Califórnia, com uma exibição de dois de seus filmes, Helen's Babies e Captain January.

## Filmes

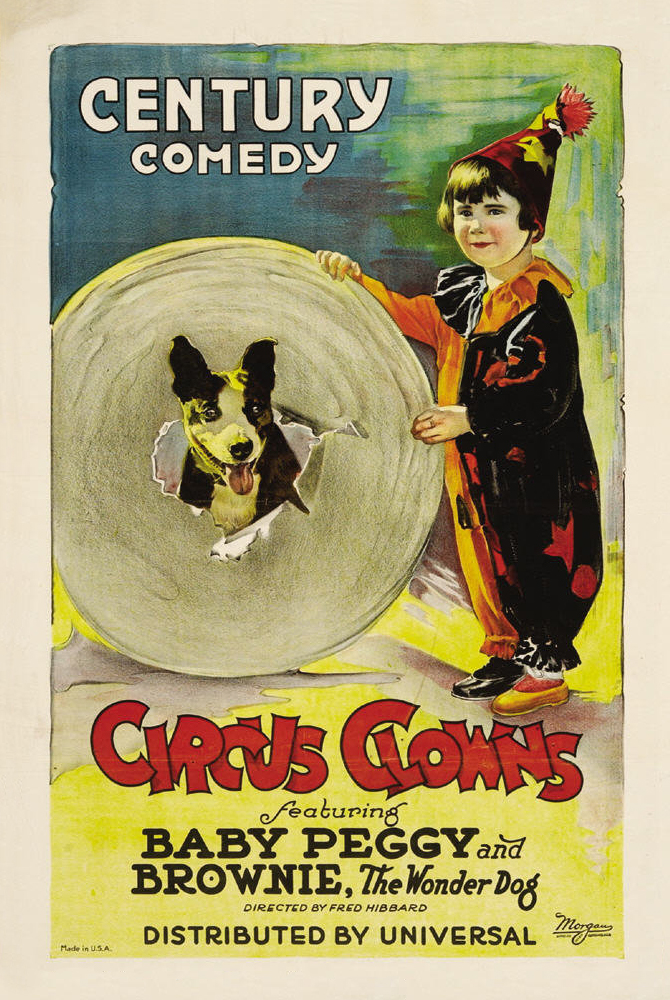
Cartaz do filme "Circus Clowns" dirigido por Fred Fishback (1922)

A grande maioria dos filmes de Baby Peggy de Cary não sobreviveu e os registros relacionados à sua produção foram perdidos. A  Century Studios foi incendiada em 1926. Além disso, outra atriz mais velha chamada Peggy Montgomery (1904-1989) participou de filmes de Hollywood entre 1924 e 1929; seus créditos são ocasionalmente confundidos com os de Baby Peggy. As filmografias dos principais sites da Web estão incompletas e, às vezes, incorretas devido a esses fatos.
Alguns dos curtas-metragens de Baby Peggy, incluindo "Playmates", "Miles of Smiles" e "Sweetie", foram descobertos e preservados em arquivos de cinema em todo o mundo, incluindo o Museu de Arte Moderna de Nova York. Os longas-metragens "The Family Secret", "April Fool", "Captain January" e "Helen's Baby" também sobreviveram, estão atualmente em domínio público, foram restaurados e disponibilizados para venda por vários revendedores independentes. Há rumores de que uma cópia completa de "The Law Forbids" ainda exista, mas não foi confirmada publicamente. Além disso, fragmentos de algumas obras, incluindo "The Law Forbids", "The Darling of New York" e "Little Red Riding Hood", apareceram e foram restaurados. 
Em 2016, foi anunciado que seu filme perdido "Our Pet" foi encontrado no Japão.

## Filmografia

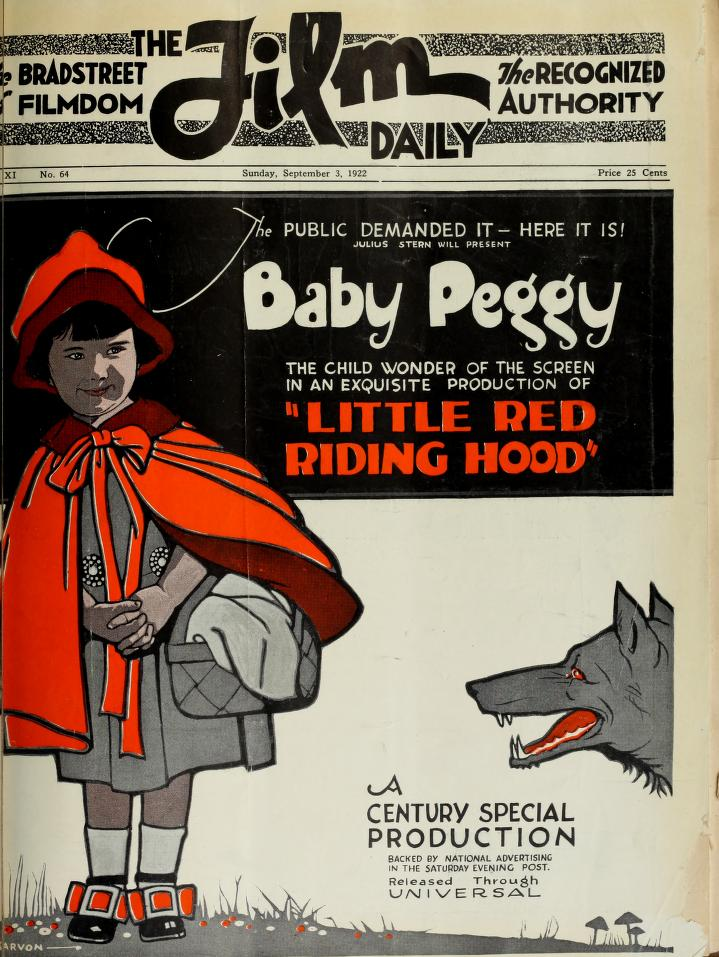
Capa de 3 de setembro de 1922 do Film Daily

| Ano  | Título                 | Função                  | Notas                           |
| ---- | ---------------------- | ----------------------- | ------------------------------- |
| 1921 | Her Circus Man         |                         |                                 |
| 1921 | On with the Show       |                         |                                 |
| 1921 | The Kid´s Pal          |                         |                                 |
| 1921 | Playmates              |                         | Creditado como Peggy Montgomery |
| 1921 | On Account             |                         |                                 |
| 1921 | Pals                   |                         |                                 |
| 1921 | Third Class Male       |                         |                                 |
| 1921 | The Clean Up           |                         |                                 |
| 1921 | Golfing                |                         |                                 |
| 1921 | Brownie´s Little Venus |                         |                                 |
| 1921 | A Week Off             |                         |                                 |
| 1921 | Brownie´s Baby Doll    |                         |                                 |
| 1921 | Sea Shore Shapes       |                         |                                 |
| 1921 | A Muddy Bride          |                         |                                 |
| 1921 | Teddy´s Goat           |                         |                                 |
| 1921 | Get-Rich-Quick Peggy   |                         |                                 |
| 1921 | Chums                  |                         |                                 |
| 1922 | The Straphanger        |                         | Não confirmado                  |
| 1922 | Circus Clowns          |                         |                                 |
| 1922 | The Little Rascal      |                         |                                 |
| 1922 | Fools First            | Garotinha               |                                 |
| 1922 | Little Red Riding Hood | Chapeuzinho Vermelho    |                                 |
| 1923 | Peg O'The Movies       | Peg                     |                                 |
| 1923 | Sweetie                |                         |                                 |
| 1923 | The Kid Reporter       | Peggy                   |                                 |
| 1923 | Taking Orders          |                         |                                 |
| 1923 | Nobody´s Darling       |                         |                                 |
| 1923 | Tips                   |                         |                                 |
| 1923 | Little Miss Hollywood  | Little Miss Hollywood   |                                 |
| 1923 | Miles of Smiles        | As gêmeas (papel duplo) |                                 |
| 1924 | Our Pet                |                         |                                 |
| 1924 | The Flower Girl        |                         |                                 |
| 1924 | Stepping Some          |                         |                                 |
| 1924 | Poor Kid               |                         |                                 |
| 1923 | Hansel and Gretel      |                         |                                 |
| 1924 | Jack and the Beanstalk |                         |                                 |
| 1924 | Such is Life           |                         |                                 |
| 1924 | Peg o' the Mounted     |                         |                                 |

| Year | Title                   | Role                     | Notes                                |
| ---- | ----------------------- | ------------------------ | ------------------------------------ |
| 1921 | Fool's Paradise         | Child                    | Sem créditos                         |
| 1922 | Little Miss Mischief    |                          |                                      |
| 1922 | Penrod                  | Baby Rennsdale           | Creditado como Peggy Jane            |
| 1922 | Peggy, Behave!          | Baby Peggy               |                                      |
| 1923 | Hollywood               | Peggy                    | Filme Perdido                        |
| 1923 | Carmen, Jr.             |                          |                                      |
| 1923 | The Darling of New York | Santussa                 | Creditado como Baby Peggy Montgomery |
| 1924 | The Law Forbids         | Peggy                    |                                      |
| 1924 | Captain January         | Captain January          |                                      |
| 1924 | The Family Secret       | Peggy Holmes             |                                      |
| 1924 | Helen's Babies          | Toodie                   |                                      |
| 1926 | April Fool              | Irma Goodman             |                                      |
| 1926 | The Dangerous Dub       | Rose Cooper              |                                      |
| 1926 | Prisoners of the Storm  | Joan Le Grande           |                                      |
| 1932 | Off His Base            | Peggy                    | Creditado como Peggy Montgomery      |
| 1934 | Eight Girls in a Boat   | Hortense                 | Creditado como Peggy Montgomery      |
| 1934 | The Return of Chandu    | Judy Allen, party guest  | Sem créditos                         |
| 1935 | Ah, Wilderness!         | Schoolgirl at graduation | Sem Créditos                         |
| 1936 | Girls' Dormitory        | Schoolgirl               | Creditado como Peggy Montgomery      |
| 1937 | Souls at Sea            | Bit Role                 | Sem créditos                         |
| 1937 | True Confession         | Autograph Hunter         | Sem créditos                         |
| 1938 | Having Wonderful Time   | Extra                    | Sem créditos                         |

## Morte
Diana morreu no dia 24 de fevereiro de 2020 aos 101 anos.